# Sentenced
Sentenced foi uma banda finlandesa de gothic metal formada em 1989, na cidade de Muhos. A banda encerrou suas atividades em 2005.

## Biografia

### Formação
O Sentenced foi formado em 1988 sob o nome de Deformity. No entanto, um ano depois, após mudanças na formação, decidiu-se trocar o nome para Sentenced. Três dos membros originais da banda permaneceram até o seu fim: Miika Tenkula (guitarra e, no início, vocal), Sami Lokappa (guitarra) e Vesa Ranta (bateria). O baixista, posto mais "mutante" da banda, era, na época, Lari Kylmänen. Com esse line-up, foram gravados dois registros demo: When Death Joins Us, em 1990, e Rotting Ways to Misery, em 1991. Com o primeiro, conseguiram contrato com o selo francês Thrash Records.
Ainda em 1991, Taneli Jarva foi convidado a entrar na banda, substituindo Kylmänen. Em via de gravar aquele que seria seu debut, Shadows of the Past, o estilo do Sentenced ainda puro death metal europeu. Em 1992, uma promo com três músicas, Journey to Pohjola, começou a ser distribuída com o objetivo de assinar um contrato com um novo selo. O resultado foi uma vaga no casting da finlandesa Spinefarm Records, uma subsidiária da Nuclear Blast, e, na época, ainda iniciante.

### Primeiro álbum e contrato com a Century Media
O primeiro álbum, North from Here (lançado pouco antes do EP The Trooper), nasceu durante a primavera de 1993. Jarva, então, já havia assumido os vocais, com um estilo diferente do de Miika Tenkula. Com North From Here, o Sentenced conseguiu chamar a atenção da gravadora Century Media e, em 1994, deixaram a Spinefarm com o objetivo de atingir um mercado maior sob a tutela da da Century.
1995 foi o ano que selou o sucesso para o Sentenced. Com Amok, considerado por alguns fãs e críticos o melhor da carreira da banda, foram alçados à categoria de uma banda famosa. A impressão que se tinha é que este lançamento era uma mais ou menos o que o Sentenced fazia no começo da carreira, porém de forma mais lenta e com uma estrutura mais melódica. Nepenthe, uma das músicas do disco, também acabou se tornando um vídeo-clipe. Outros frutos deste CD foram duas turnês completas, uma com o Samael e outra com o Tiamat.
No outono (no Hemisfério Norte) deste mesmo ano, a banda lançou o MCD Love & Death, que mantinha, em termos musicais, os mesmos padrões de Amok, até pelas composições terem sido feitas no mesmo período. Logo que o Sentenced conseguiu sucesso comercial entre os fãs de death metal melódico, Taneli Jarva deixou a fanda, o que surpreendeu muita gente. Anos depois, Jarva voltou à ativa com a banda The Black League.

### Ville Laihiala e mudança na sonoridade
Para substituir Jarva, foi recrutado, em 1996, Ville Laihiala, ex-integrante da banda Breed. Ville era dono de uma voz totalmente diferente da de seu predecessor, muito mais limpa. Apenas três semanas após a entrada deste novo vocalista, a banda viajou para a Alemanha, para o Woodhouse Studios, com o objetivo de  aquele que seria seu quarto álbum full-lenght, chamado de Down. O produtor foi Waldemar Sorytcha, que também já trabalhou com conjuntos como Lacuna Coil e Moonspell. Em Down, novamente a música do Sentenced ficou ainda mais melódica com fortes influências do gothic metal. Pela primeira vez, a banda tinha um cantor com técnicas vocais que permitiam um crescimento, evolução e desenvolvimento musicais. Durante este período, o baixista Sami Kukkohovi também entrou para a banda, primeiramente como membro convidado, até que, em 1997, foi integrado de vez como membro oficial do conjunto.
O quinto álbum de estúdio do Sentenced, intitulado Frozen, de 1998, também foi produzido por Waldemar Sorytcha e gravado no Woodhouse Studios. Neste lançamento, a banda continuou no mesmo caminho de Down. Ville Laihiala e Sami Kukkohovi, já completamente integrados ao Sentenced, participaram bastante do processo de composição, o que resultou em Frozen ser, sobretudo, um álbum composto em grupo. Em 1999, a gravadora Century Media relançou Frozen com uma nova capa dourada e com nova ordem de músicas, contendo quatro covers (Creep, do Radiohead; Digging the Grave, do Faith no More; I Wanna Be Somebody, do W.A.S.P.; e House of the Rising Sun, do The Animals). Isso resultou em uma revolta dos fãs, que afirmavam que teriam que comprar novamente o álbum, por este ter saído tanto depois do primeiro lançado, e sem pré-aviso algum.
O próximo álbum do Sentenced a ser lançado, em 2000, foi Crimson. Assim que o single Killing Me, Killing You, que também virou um clipe, foi lançado, a banda mais uma vez mostrou direcionamento para uma caminho mais melancólico. Dois anos mais tarde, com The Cold White Light, o Sentenced também revelou uma auto-ironia nas letras e até uma pequena positividade.
Após o lançamento de The Cold White Light, a banda lançou, em 2003, junto com outros conjuntos, uma compilação com 4 músicas dedicadas ao time local de hockey no gelo, Oulun Kärpät. Esta se chama Routasydän (algo como "coração congelado" em português) e é a única música do Sentenced cantada em finlandês.

### O fim
No começo de 2005, o Sentenced anunciou que seu último álbum, intitulado oportunamente The Funeral Album, seria também o último. Também foi estabelecido que não haveria reuniões. A banda então fez alguns shows e tocou em alguns festivais de verão e primavera na Europa, e, em outubro de 2005, fez seu derradeiro show, em Oulu, municipalidade natal da banda. Neste, houve uma participação especial de Taneli Jarva, ex-vocalista do Sentenced, em algumas das músicas da fase antiga da banda. Um DVD contendo essas imagens foi lançado com o nome de Buried Alive.
Em 19 de fevereiro de 2009, Miika Tenkula é encontrado morto em sua casa. Apesar de as causas não terem sido confirmadas, já houve relatos que ele sempre teve sérios problemas com o alcoolismo, que só vieram a piorar com o fim do Sentenced, em 2005. Posteriormente a família informou que ele teve um problema cardíaco congênito.

## Estilo musical
O Sentenced começou sua carreira no death metal, depois teve uma fase no meio da carreira que pode ser rotulada como death metal melódico. O gênero gothic metal é predominante a partir do álbum Down, de 1996.

## Integrantes
Última formação
- Ville Laihiala - Vocal (1996-2005)
- Miika Tenkula - Guitarra (1989-2005) Falecido em 2009
- Sami Lopakka - Guitarra (1989-2005)
- Sami Kukkohovi - Baixo (1996-2005)
- Vesa Ranta - Bateria (1989-2005)

Ex-integrantes
- Lari Kylmänen - Baixo (1989-1991)
- Taneli Jarva - Baixo e vocal (1991-1996)
- Niko Karppinen - Baixo (músico contratado) (1995-1996)
- Tarmo Kanerva - Bateria (músico contratado) (primavera de 1999)

## Discografia

### Álbuns de estúdio
- Shadows Of The Past (1991)
- North From Here (1993)
- Amok (1995)
- Down (1996)
- Frozen (1998)
- Crimson (2000)
- The Cold White Light (2002)
- The Funeral Album (2005)

### EPs, MCDs e Compilações
- The Trooper (EP, 1993)
- Love & Death (MCD, 1995)
- Story - Greatest Kills (Compilação, 1997)

### Demos
- When Death Joins Us... (Demo, 1990)
- Rotting Ways To Misery (Demo, 1991)
- Journey To Pohjola (Promo/demo, 1992)

## Videografia
DVD
- Buried Alive (Show, 2006)

Video-clipes
- Nepenthe (1994)
- Noose (1996)
- Bleed (199x)
- The Suicider (1998)
- Killing Me Killing You (1999)
- No One There (2002)
- Ever-Frost (2005)